# 셸라 맥레오드
셸라 맥레오드(Shelagh McLeod, 1960년 5월 7일 ~ )는 캐나다의 배우, 영화배우, 영화 감독, 각본가이다.
밴쿠버에서 태어났다.

## 방송
- 홀비시티 시즌12

## 영화
- 애스트로넛 (2018년)
- 닥터스 (2000년)
- 홀비시티 시즌1 (1999년)
- 암호명 콜드 프론트 (1989년)
- 더 빌 (1984년)
- 카밀 (1984년)
- 고독한 중년 (1983년)